# استخراج النحاس

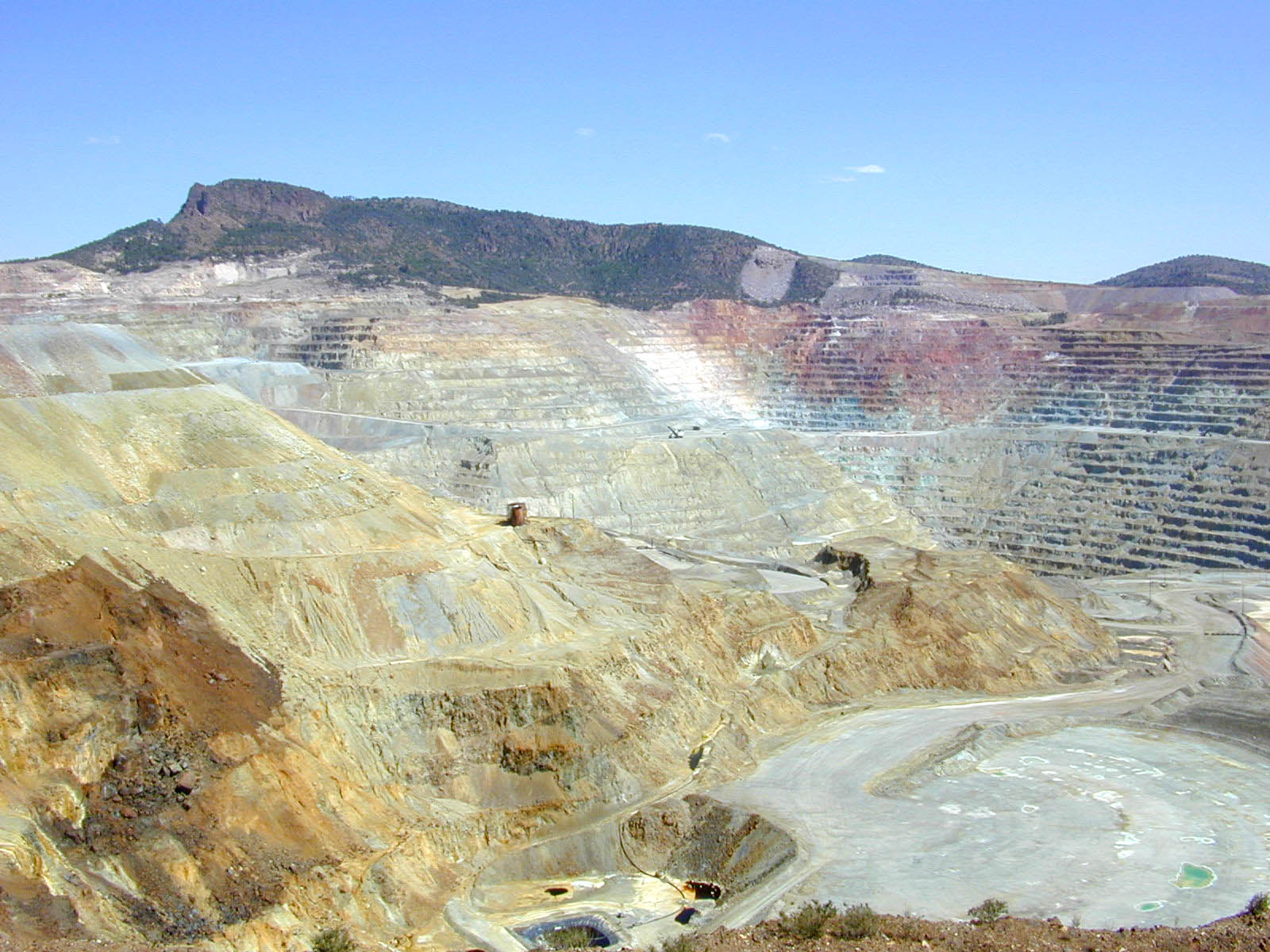

بدأ استخراج النحاس من المناجم قبل أكثر من خمسة آلاف سنة في إيران، وكانت بعض الأدوات النحاسية التي اكتشفت في تايلاند ربما تكون أقدم من ذلك. وأول النصوص حول استخراج المعادن في العالم كتبها جورجيوس اغريكولا عام 1556. تختلف أساليب استخراج المعادن حسب نوع موقع الثروة المعدنية والتكنولوجيا المتوفرة، فالتنقيب تحت سطح الأرض[ ؟ ] ضروري عندما تكون المعادن موجودة على شكل عروق عميقة، وللوصول إلى هذه العروق يتم حفر انفاق ومداخل للمناجم، وقد كانت هذه عملية خطرة في الماضي ولكن تطور التكنولوجيا وإجراءات السلامة حسنت من الوضع في الوقت الحاضر. أن الثروات المعدنية والقريبة من سطح الأرض يمكن استخراجها بطريقة التنقيب السطحي أو التنقيب بطريق الحفرة المفتوحة، التي تعني إزالة الصخور أو التربة وتسمى (الثقل الزائد)، ثم تفصل المعادن من خلال أساليب متعددة. ولهذه الطريقة تأثيرات على البيئة تتضمن الغبار، تدفق المياه وتلوث المياه الجوفية.
هناك موارد وثروات طبيعية أخرى مثل الماء والنفط يتم استخراجها من خلال عمليات الحفر، ويجري حاليا تطوير تقنيات جديدة لتحسين فعالية هذه الطريقة والتخفيف من تأثيرات الاستخراج والتصنيع على البيئة.